# ژدانیتسه (ناحیه ژدار ناد سازاوو)
ژدانیتسه (به چکی: Ždánice) یک منطقهٔ مسکونی در جمهوری چک است که در ناحیه ژدار ناد سازاووو واقع شده‌است. ژدانیتسه ۴٫۴۲ کیلومتر مربع مساحت و ۱۹۷ نفر جمعیت دارد و ۶۱۸ متر بالاتر از سطح دریا واقع شده‌است.